# Жамба
Жуа́н Пере́йра, также известен как Жа́мба (порт. João Pereira Jamba; род. 10 июля 1977, Бенгела) — ангольский футболист (играл до 2009 года), защитник. Выступал за национальную сборную Анголы. Участник чемпионата мира 2006 года. Его прозвище в переводе с южного мбунду означает «слон».

## Клубная карьера
Жамба родился в городе Бенгеле. В высшей лиге ангольского чемпионата дебютировал в 1996 году, в 19-летнем возрасте, выступая за команду «Примейру де Маю», в которой провёл два сезона. В 1999 году присоединился к «Атлетику Авиасан». Отыграл за команду из Луанды следующие восемь сезонов своей игровой карьеры. В 2002 году вместе с командой стал победителем национального чемпионата. В сезоне 2003/04 повторил это достижение и выиграл Суперкубок Анголы. В 2005 году третий раз стал обладателем Суперкубка, также он выиграл Кубок Анголы.
В 2007 году защищал цвета клуба «Петру Атлетику». В 2008 году вернулся в клуб «Атлетику Авиасан», за который отыграл два сезона. Завершил профессиональную карьеру футболиста в 2010 году.

## Выступления за сборную
19 июля 1998 года дебютировал в составе национальной сборной Анголы в товарищеском матче против Мозамбика, завершившемся с ничейным счётом 1:1. В течение карьеры в национальной команде, длившейся 12 лет, провёл в форме Анголы 53 матча, забив один гол.
В составе сборной был участником чемпионата мира 2006 года в Германии, Кубка африканских наций 2006 и 2008 года.
На чемпионате мира 2006 года сыграл в трёх матчах группового этапа: против Португалии (0:1), Мексики (0:0) и Ирана (1:1).